# Elecciones parlamentarias de Portugal de 1980
Las elecciones parlamentarias de Portugal de 1980 se celebraron el 5 de octubre de ese año, con el propósito de elegir a los miembros de la Asamblea de la República.
Con una abstención del 16,06%, los resultados fueron los siguientes:
| Elecciones legislativas portuguesas de 1980                  |           |        |         |
| Partido                                                      | Votos     | %      | Escaños |
| Alianza Democrática (AD)                                     | 2.868.076 | 47,59  | 134     |
| Frente Republicano y Socialista (FRS)                        | 1.673.279 | 27,76  | 74      |
| Alianza Pueblo Unido (APU)                                   | 1.009.505 | 16,75  | 41      |
| Unión Democrática Popular (UDP)                              | 83.204    | 1,38   | 1       |
| Partido de los Trabajadores de la Unidad Socialista (POUS)   | 83.095    | 1,38   | 0       |
| Partido Socialista Revolucionario (PSR)                      | 60.496    | 1,00   | 0       |
| Alianza obrero-campesina (PT)                                | 39.408    | 0,65   | 0       |
| PCTP/MRPP                                                    | 35.409    | 0,59   | 0       |
| PDC/MIRN/PDP/FN                                              | 23.819    | 0,40   | 0       |
| Partido Democrático del Atlántico (PDA)                      | 8.529     | 0,14   | 0       |
| Organización Comunista Marxista-Leninista Portuguesa (OCMLP) | 3.913     | 0,06   | 0       |
| Votos en blanco                                              | 34.552    | 0,57   |         |
| Votos nulos                                                  | 103.140   | 1,71   |         |
| Total                                                        | 6.026.395 | 100,00 | 250     |